# Iryna Nowoschylowa
Iryna Oleksandriwna Nowoschylowa (ukrainisch Ірина Олександрівна Новожилова, engl. Transkription Iryna Novozhylova; * 7. Januar 1986 in Schostka, Ukrainische SSR, Sowjetunion) ist eine ukrainische Leichtathletin, die sich auf den Hammerwurf spezialisiert hat und vertrat ihr Land vier Mal bei den Olympischen Sommerspielen.

## Sportliche Laufbahn
Erste Erfahrungen bei internationalen Meisterschaften sammelte Iryna Nowoschylowa im Jahr 2005, als sie bei den Juniorenmeisterschaften im litauischen Kaunas mit einer Weite von 58,40 m den sechsten Platz belegte. Zwei Jahre später wurde sie bei den U23-Europameisterschaften in Debrecen mit 64,08 m Siebte und 2008 nahm sie erstmals an den Olympischen Spielen in Peking teil und schied dort mit einem Wurf auf 68,11 m in der Qualifikationsrunde aus. Auch bei den Weltmeisterschaften 2009 in Berlin verpasste sie mit 64,90 m den Finaleinzug, wie auch bei ihren zweiten Olympischen Spielen 2012 in London, bei denen 65,35 m nicht für eine Finalteilnahme reichten.
2013 belegte sie bei der Sommer-Universiade in Kasan mit 62,04 m den siebten Platz und im Jahr darauf startete sie erstmals bei den Europameisterschaften in Zürich und gelangte dort mit 63,78 m nicht ins Finale. 2015 schied sie bei den Weltmeisterschaften in Peking mit 65,65 m erneut in der Qualifikation aus und wurde anschließend bei den Militärweltspielen in Mungyeong mit 66,82 m Vierte. 2016 landete sie bei den Europameisterschaften in Amsterdam mit einer Weite von 70,18 m auf dem achten Rang. Bei den Olympischen Spielen in Rio de Janeiro folgte mit 66,70 m ihr drittes Aus in der Vorrunde. Auch bei den Weltmeisterschaften 2017 in London verpasste sie mit 66,02 m die Finalteilnahme und im Jahr darauf reichten 64,70 m bei den Europameisterschaften in Berlin ebenfalls nicht für den Finaleinzug. 2019 schied sie dann bei den Weltmeisterschaften in Doha mit 65,31 m ein weiteres Mal in der Qualifikation aus und 2021 verpasste sie bei ihren vierten Olympischen Spielen in Tokio mit 59,85 m ein weiteres Mal den Finaleinzug.
In den Jahren 2016 und 2017 wurde Nowoschylowa ukrainische Meisterin im Hammerwurf.